# Fremont Hills
Fremont Hills é uma cidade localizada no estado americano de Missouri, no Condado de Christian.

## Demografia
Segundo o censo americano de 2000, a sua população era de 597 habitantes.
Em 2006, foi estimada uma população de 617, um aumento de 20 (3.4%).

## Geografia
De acordo com o United States Census Bureau tem uma área de
1,3 km², dos quais 1,3 km² cobertos por terra e 0,0 km² cobertos por água.

## Localidades na vizinhança
O diagrama seguinte representa as localidades num raio de 16 km ao redor de Fremont Hills.